# Hiroshi Hoketsu

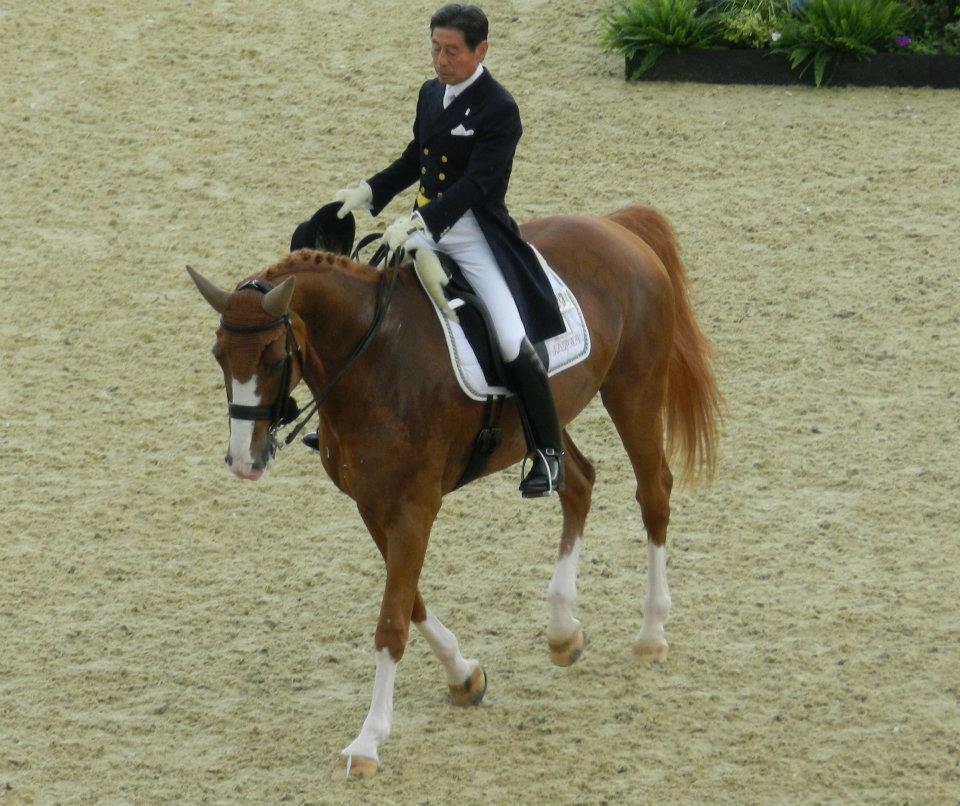
Hiroshi hoketsu em olimpíadas 2012 no Reino unido

Hiroshi Hoketsu é um ginete japonês. Hiroshi representou o Japão em 3 Jogos Olímpicos.
Competiu no hipismo em Tóquio, em 1964, quando tinha 23 anos. Depois, se classificou para Seul-1988, mas não competiu devido a uma lesão de seu cavalo. Voltou duas décadas depois, em Pequim, em 2008, com o cavalo Whisper.
No Adestramento por equipes das Olimpíadas de Pequim-2008 ele ajudou a equipe a lograr a 8a posição. Nesta mesma prova individual, ele terminou na 34a posição.
No Adestramento individual de Londres-2012, ele terminou em 40° lugar.
Tanto em Pequim-2008 quanto em Londres-2012, ele foi o atleta mais idoso entre todas as delegações, com 67 e 71 anos, respectivamente.